# Eduardo Bibiano Endériz Artajona
Eduardo Bibiano Endériz Artajona Satrústegui (Montevideo, Uruguay, 28 de julio de 1940 - Valladolid, España, 24 de agosto de 1999) es un exfutbolista uruguayo nacionalizado español. Desarrolló toda su carrera en España. Jugaba de centrocampista y su primer club fue Real Valladolid. 

## Carrera
Comenzó su carrera en España en 1959 jugando para Real Valladolid. Jugó para el club hasta 1963. Ese año se sumó a las filas del Real Zaragoza, equipo en el cual juega hasta 1966, cuando ese año se suma al FC Barcelona. Juega para el club blaugrana hasta 1967. Ese año se trasladó al Sevilla CF, en donde estuvo hasta 1968, año en el que volvió al Real Valladolid para retirarse en 1973.

## Nacionalidad
A pesar de ser uruguayo, desarrolló toda su carrera en España y se nacionalizó español.

## Fallecimiento
Falleció en Valladolid a los 59 años de edad.

## Clubes
- Información:.[2]

| Club                      | País          | Año           | PJ  | G  |
| ------------------------- | ------------- | ------------- | --- | -- |
| Real Valladolid Deportivo | España        | 1959 - 1963   | 106 | 29 |
| Real Zaragoza             | España        | 1963 - 1966   | 56  | 11 |
| F. C. Barcelona           | España        | 1966 - 1967   | 7   | 1  |
| Sevilla F. C.             | España        | 1968 - 1969   | 5   | 0  |
| Real Valladolid Deportivo | España        | 1969 - 1973   | 57  | 13 |
| Total carrera             | Total carrera | Total carrera | 231 | 34 |

Fuente: Perfil en LiveFútbol

## Palmarés

### Trofeos nacionales
| Título           | Club            | Lugar  | Año     |
| ---------------- | --------------- | ------ | ------- |
| Copa del Rey     | Real Zaragoza   | España | 1963-64 |
| Copa del Rey     | Real Zaragoza   | España | 1965-66 |
| Copa del Rey     | F. C. Barcelona | España | 1966-67 |
| Segunda División | Sevilla F. C.   | España | 1968-69 |

### Trofeos internacionales
| Título         | Club          | Sede      | Año     |
| -------------- | ------------- | --------- | ------- |
| Copa de Ferias | Real Zaragoza | Barcelona | 1963-64 |